# Alison i Peter Smithson

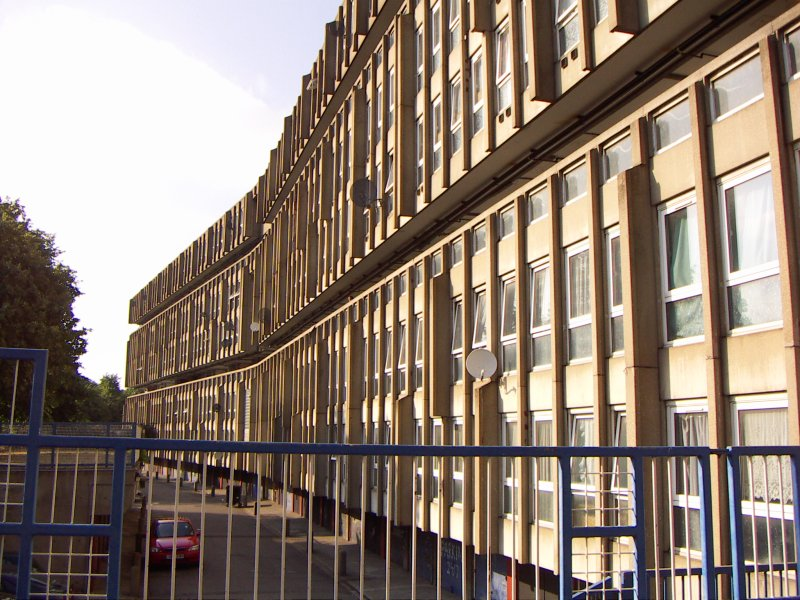
Robin Hood Gardens, Alison i Peter Smithson, acabat el 1972

Els arquitectes anglesos Alison Smithson (22 de juny de 1928 - 16 d'agost de 1993) i Peter Smithson (18 de setembre 1923 - 3 de març 2003), que formaren, junts, un equip d'arquitectura, van ser dels arquitectes britànics més influents i controvertits de mitjans del segle XX i, a més a més, van participar activament en la reflexió i l'activitat cultural d'aquells anys i en el nou moviment del pop art britànic.
Se'ls relaciona amb el Nou Brutalisme (especialment en l'arquitectura i la teoria urbana), corrent del qual se'ls considera fundadors, en un terme creat per oposició al de Nou Empirisme, de l'Architectural Review.
Alison va néixer a Sheffield, South Yorkshire i Peter a Stockton-on-Tees, al nord-est d'Anglaterra. Es conegueren mentre estudiaven a la Universitat de Durham, i es casaren l'any 1949. Tots dos entraren al departament d'arquitectura del London County Council, fins que s'establiren pel seu compte el 1950.

## Treball
El primer edifici seu conegut va ser el de la Hunstanton School, on aplicaren el llenguatge modern de Ludwig Mies van der Rohe però encara més despullat, i amb una absència deliberada de refinament. Se situen entre els líders de l'anomenat Nou brutalisme. S'associaren amb el Team X i la seva revolta contra el Congrés Internacional d'Arquitectura Moderna (CIAM) del 1953, a causa del fet que ja consideraven les seves propostes com a desfassades.
Entre les seves contribucions més primerenques hi ha els seus carrers en el cel ("streets in the sky"), on el trànsit i els vianants estan rigorosament separats, tema freqüent en la dècada dels seixanta. Eren membres de l'Independent Group, i participaren el 1953 a l'exposició Parallel of Life and Art, del Institute of Contemporary Arts, i a la This Is Tomorrow el 1956. Al llarg de la seva carrera publicaren molts dels seus treballs, entre els quals s'incloïen projectes no construïts, cosa que els donà certa notorietat, almenys en el món de l'arquitectura, malgrat l'escassa obra construïda.

## Projectes construïts
- Smithdon High School, Hunstanton, Norfolk (1949-1954; edifici protegit de Grau II)
- L'exposició de la Casa del futur (House of the Future) (dins del Ideal Home Show de 1956).
- L'edifici de The Economist, Piccadilly, Londres (1959-1965)
- Edificí del jardí, St Hilda's College, Oxford (1968).
- Ampliació d'una casa privada per a Lord Kennet, Bayswater, Londres, 1968.
- Robin Hood Gardens complex d'habitatges a Poplar, East London (1969-1972)
- Edificis a la Universitat de Bath, que inclouen la School of Architecture and Building Engineering (1988).

Desafortunadament, el complex de Robin Hood Gardens va patir alts costos de construcció associats al sistema de construcció, i alts nivells de criminalitat. Això va contribuir a disminuir les possibilitats dels "streets in the sky" i també de la seua reputació d'arquitectes. Amb l'excepció del seu treball a Bath no tornaren a dissenyar cap altre edifici públic al Regne Unit. Es dedicaren als encàrrecs privats que els arribaven de l'estranger i Peter Smithson a l'escriptura i a l'ensenyança; fou professor visitant a la Universitat de Bath entre els anys 1978 a 1990, i també tenia un màster a la Architectural Association School of Architecture.

## Propostes no construïdes
- Catedral de Coventry, concurs, 1951.
- Golden Lane Estate, concurs, 1952.
- Universitat de Sheffield, concurs.